# Schultendorf
Schultendorf ist ein Ortsteil der Stadt Gladbeck im Kreis Recklinghausen in Nordrhein-Westfalen.
Der zum Gladbecker Stadtteil Rentfort gehörende Ort liegt nordwestlich der Kernstadt (City) von Gladbeck und südwestlich des Gladbecker Stadtteils Zweckel. Durch den Ort verläuft von Südwesten nach Norden die Landesstraße L 618 [Schultenstraße]. Imposantes Bauwerk im Ort ist die römisch-katholische Kirche Christus König an der Schultenstraße 42 und auf der östlichen Straßenseite.

## Geschichtliche Entwicklung
Der historische Ortskern von Schultendorf liegt im sogenannten Schultenhof (Curtis Rebbelmund), der sich am Haarbach befand und der von Nordosten über Ellinghorst in die Boye mündet. Er durchquerte mit seinem Wasser zuvor den Teich des Nordparks und floss an der Nordseite der Zeche Möller vorbei. Die Curtis Rebbelmund gehörte 1240 zum Reichshof Dorsten, der im 13. Jahrhundert dem Stift Xanten unterstand. Den Hof besaß später Kloster Sterkrade. Das Kloster lag im heutigen Stadtgebiet von Oberhausen im Rheinland. Der Schulte auf dem Hof Rebbelmund trieb nach dem Stiftsregister in Xanten die Einkünfte von Unterhöfen oder anderen Höfen der Grundherrschaft im näheren Umfeld ein. Johann Rebbelmund ist der erste in der frühen Neuzeit namentlich bekannte Schulte auf dem Hof. Der Komplex geht zurück auf die Frühgeschichte der Bauernschaft im späteren Stadtgebiet von Gladbeck.
Im Zuge der Zechenerschließungen und des damit verbundenen Wohnungsbaus für die Bergleute wurde der Hof abgerissen. 1895 hatte die Zeche „Vereinigte Gladbeck“ in Rentfort mit dem Abteufen von Thyssen 1/2 begonnen. Sie ging 1901 in Förderung und wurde in Möllerschächte umbenannt nach dem vormaligen preußischen Handelsminister Theodor von Möller (1840–1925). Der Bergfiskus beantragte 1907 die Genehmigung, für die Bergleute im Stadtgebiet des heutigen Schultendorf Wohnungen errichten zu dürfen. Im Bereich Schultendorf entstanden daraufhin von 1907 bis 1912 etwa 600 Wohnungen für Bedienstete der neuen Schachtanlagen. Von 1912 bis 1914 folgten weitere 198 Wohnungen an der Fuß- und an der Tauschlagstraße. Der Bergfiskus erhielt die Genehmigung zum Ausbau der Flur „Schulten Feld“ unter der Auflage, Straße anzulegen und diese später auch zu unterhalten. Wegen technischer Schwierigkeiten wurde die Talstraße erst 1926 gebaut. Der Bergfiskus hatte sich ursprünglich geweigert, sie zu finanzieren. Sie hatte jedoch die Funktion einer Verbindungsstraße von Schultendorf ab dem Standort der Kirche, vorbei am Nordpark bis zur Konrad-Adenauer-Allee und zur Postallee in die Gladbecker City. Die Gemeinde bestand auf der Anbindung an den Stadtkern. Bis in die siebziger Jahre konnte diese Straße mit Personenwagen befahren werden und bildete die schnellste Verbindung zum Einkauf in die Gladbecker Geschäftszone. 1907 wurde die Errichtung von zwei Lehrerwohnungen vorgesehen. Die Lehrer von zwei neu zu bauenden Konfessionsschulen sollten 16 Schulklassen führen. Die Gemeinde Gladbeck bezog 50 Mark für jede gebaute Wohnung und pauschal 14.000 Mark, um die Kosten für die Errichtung der Schulen zu unterstützen. Auch die beiden für Schultendorf zuständigen Kirchengemeinden erhielten 75 Mark Zuschuss je gebauter Wohnung. Da die Wohnungen meist auf dem Grund der alten Curtis Rebbelmund lagen, gab man dem Ort 1914 den Namen Schultenkolonie oder Kolonie Rebbelmund auch bezogen auf die Flur „Schulten Feld“. Die Durchgangsstraße erhielt 1913 den Namen Schultenstraße. Schräg gegenüber der Kirche und auf der anderen Seite der Schultenstraße entstand ein Einkaufsgeschäft für die Menschen der Siedlung. Es lag im Bereich der Straßenbahnhaltestelle. Bewundert wurde die weiträumige Konzeption der Häuser und Gärten, die viel frische Luft und Sonne einließen. Gärten und Grünanlagen bildeten die Voraussetzung für eine angenehme Wohngestaltung. Die Häuser sind meist zweigeschossige Doppelhäuser-Wohnanlagen. Die Grenzen von Schultendorf bilden im Süden die Kirchhellener Straße, im Norden Dorffelde und die Tauschlagstraße, im Westen die Gonheide und im Osten die von Norden nach Süden umlaufende Tauschlagstraße. Viele Grundstücke an der Gonheide haben nach der Größenordnung eine Fläche von etwa 670 Quadratmetern. Die Gonheide war nach der Landvermessung des 19. Jahrhunderts die westlich von der Curtis Rebbelmund abziehende Wald- und Wiesenwirtschaft, wo kein Ackerbau betrieben wurde. Die inzwischen verbundene Zeche Möller/Rheinbaben wurde 1967 stillgelegt.
Auf dem Platz der Curtis Rebbelmund steht seit 2020 die Aldi-Nord-Filiale an der Ecke Schultenstraße/Scholtwiese. Beim Aushub der Baugrube im Februar und März 2020 sondierte der Landschaftsverband Westfalen-Lippe im Mai mit Archäologen unter Leitung von Dr. Christoph Gruenewald aus Münster die Schichten im Untergrund. Sie fanden Spuren von Holzarmierungen und Scherben von Gebrauchsgeschirr bei wissenschaftlich nicht festgestellter Datierung. Sie gehen wohl auf die frühe Neuzeit und nicht auf das Mittelalter zurück. Die Anlage Rebbelmund wurde nicht ausgegraben, sondern als Bodendenkmal so belassen. Es handelt sich um ein Bodendenkmal gemäß § 2 (5) des Denkmalschutzgesetzes NRW (DSschG NRW).

## Statistik
Im Juni 2013 zählte Schultendorf 2.411 Einwohner, im Dezember 2021 insgesamt 2.349 Einwohner auf einer Fläche von 0,70 Quadratkilometern. Der übergeordnete Stadtteil Rentfort umfasst mit Alt-Rentfort, Rentfort-Nord und Schultendorf insgesamt 9,73 Quadratkilometer Fläche und 14.450 Einwohner. Die Postleitzahl für Schultendorf ist 45966. Am 31. Dezember 2021 lebten in Schultendorf 10 Prozent Ausländer, in ganz Gladbeck waren es 17,4 Prozent. Die größte Altersgruppe in der Einwohnerschaft sind die 50-65-jährigen. In Schultendorf sind 30 Prozent katholisch, 26,9 Prozent evangelisch und 43,0 Prozent ohne erfasste Religion. Von den Einwohnern waren am 31. Dezember 2021 36,7 Prozent ledig, 50,3 Prozent verheiratet, 6,3 Prozent verwitwet und 6,7 Prozent geschieden. Sozialversicherungspflichtig beschäftigt waren 1.011 Personen.

## Katholische Kirche
Wegen der starken Bevölkerungszunahme im Gebiet um die Schultenstraße durch den Betrieb der Zeche Möller stellten Verantwortliche der katholischen Kirche in Gladbeck mit Unterstützung der Berginspektion 1910, als auch viele Wohnungen für die Bergarbeiter fertiggestellt wurden, eine ehemalige Schulbaracke an der Talstraße für den Gottesdienst auf. Die Hilfs- oder Ersatzkirche stand gegenüber dem Platz der heutigen Kirche. Bis in Zweckel 1914 eine neue Kirche gebaut wurde, besuchten Gläubige aus Schultendorf, Zweckel und Süd-Scholven den Gottesdienst an der Talstraße. Als die Kirche Herz Jesu in Zweckel fertig war, gingen alle Katholiken nach Zweckel zum Gottesdienst, weil die Baracke in Schultendorf abgerissen wurde. Die Römisch-Katholische Pfarrkirche Christus König im Gladbecker Stadtteil Schultendorf wurde 1927/1928 nach den Plänen des Architekten Josef Franke errichtet. Sie liegt im Höhenprofil auf 66 Meter über NN, wobei das Gelände nach Norden auf 74 Meter weiter ansteigt und sonst nach allen Richtungen abfällt. Ein Foto von 1934 zeigt, wie die Straßenbahnschienen zweigleisig an der Kirche vorbeiliefen. Die Haltestelle war 200 Meter vor dem Eingang der Kirche. Der prächtige und später ansehnlich weiß gestrichene Bau wurde im Zentrum der grauen Bergmannssiedlung erstellt und gibt Schultendorf einen optisch unverwechselbaren Glanzpunkt der Mitte. Hinzu kommt, dass in viel späterer Zeit auf Veranlassung von Johannes Schulte-Kellinghaus eine beleuchtete Turmuhr installiert wurde. Die Kirche wurde im Zweiten Weltkrieg am 23. März 1945 durch den amerikanischen Luftangriff auf die Phenolchemie im Norden Gladbecks völlig zerstört.
Sie wurde bis 1950 in mehreren Bauabschnitten wiederaufgebaut. Zwischenzeitlich wurde in abgetrennten und vorläufig sanierten Innenteilen der Kirche die Messe gefeiert. Drei neue Glocken (Christkönig, Barbara, Bernhard) kamen zur Lioba-Glocke, die als einzige im Krieg nicht eingeschmolzen worden war. Im Oktober 1950 versammelten sich alle Priester zur Weihe der wiederhergestellten Kirche. Im Mai 1953 wurde sie zur Pfarrkirche erhoben. In den Achtziger Jahren wurde die Kirche durch Architekt Werner Funke aus Oberhausen baulich stark verändert. Es galt auch, viele Bergschäden zu sanieren, was allerdings nie völlig gelungen ist. Im Innenraum sind die Bankreihen im Kreis um den Altar angeordnet. Im Komplex befindet sich eine städtische Begegnungsstätte und die Teiloffene Tür für die Jugendhilfe Gladbeck. Die Kirche wurde 2009 als Pfarrkirche aufgelöst. Die Kirche wurde eine sogenannte „weitere Kirche“ im Bistum Essen. Die Gemeinde gehört heute zur Propsteipfarrei St. Lamberti in Gladbeck. Ein Förderverein e. V. leitet die wirtschaftlichen Geschicke in Christus König. Die Gläubigen arbeiteten früher bei der Zechen- und Hafenbahn, später der Ruhrkohle AG und auf der Zeche Möller. Um die Kirche in Schultendorf ist ein sozialer Fixpunkt entstanden, der Sommerfeste, Osterfeuer, St.-Johannis-Nächte, Sankt-Martins-Umzüge und private Feiern im Jugendheim anbietet und der besonders auch überkonfessionell angenommen wird. Bei gutem Wetter sind die Rasenflächen um die Kirche von der Bevölkerung umlagert.